# Friedhelm Ackermann

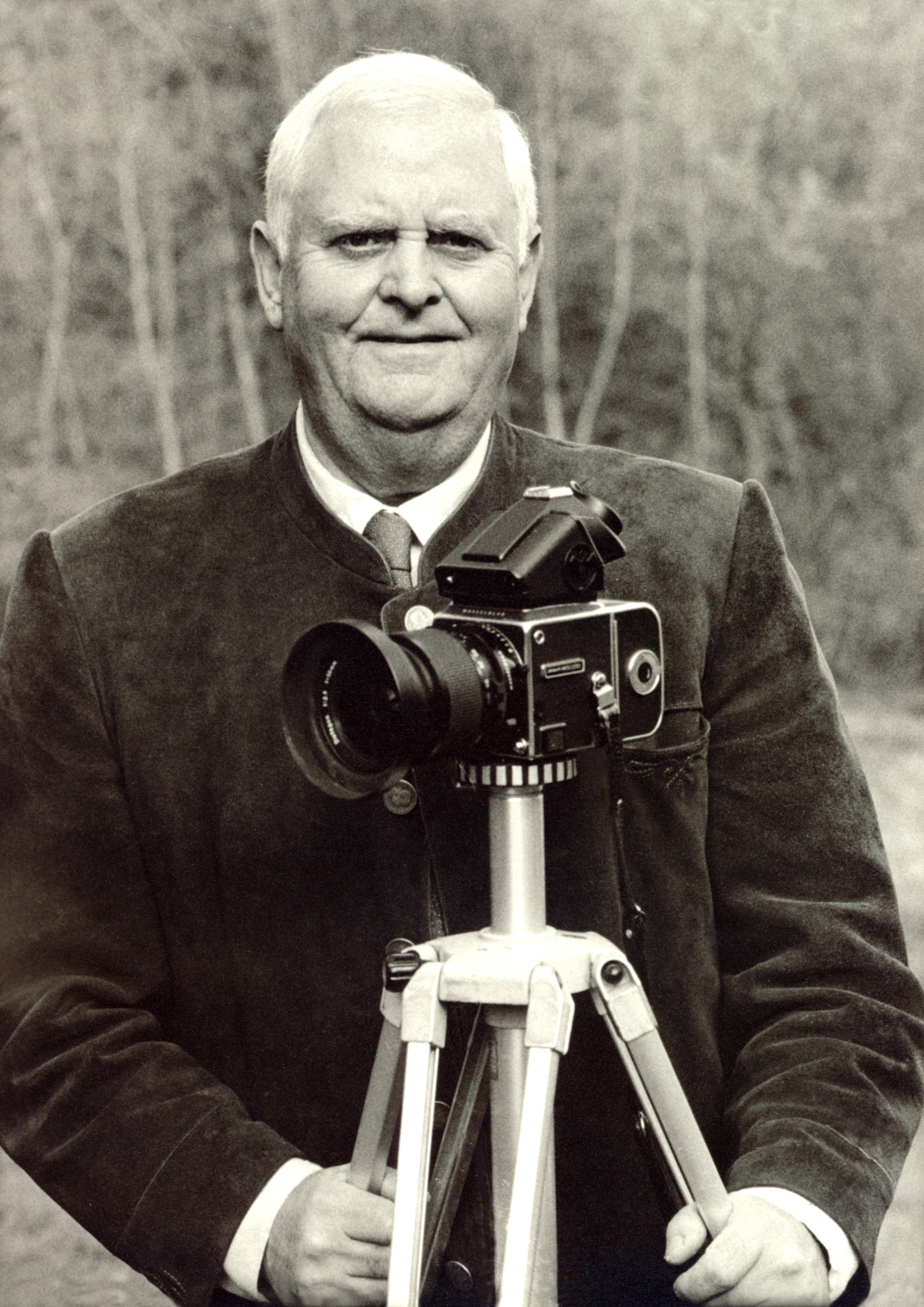
Friedhelm Ackermann

Friedrich Wilhelm „Friedhelm“ Ackermann (* 4. Juni 1934 in Neheim; † 21. Mai 2005 in Arnsberg) war Direktor der Dresdner Bank für den Bereich Arnsberg/Iserlohn und ein sauerländischer Heimatforscher.

## Leben und Beruf
Friedhelm Ackermann wurde als Sohn des Kraftfahrers Karl Ackermann und seiner Ehefrau Theresia Obertrifter geboren. Ackermann hatte noch eine Schwester Waltraud. Er besuchte ab 1940 die Agnes-Schule in Neheim, heutige Graf-Gottfried-Schule. Einer seiner Lehrer war der Heimatforscher Bernhard Bahnschulte.
Seine Lehre begann Friedhelm Ackermann 1953 beim Rechtsvorläufer der Dresdner Bank, der Rhein-Ruhr-Bank in Neheim. Dort war er, bis ihm Ende 1960 die Leitung der Bankfiliale in Arnsberg anvertraut wurde, in der Revisionsabteilung tätig. In dieser Zeit lernte er seine Frau Lieselotte, genannt Lilo, geb. Dreeßen, kennen. Mit ihr bekam er zwei Töchter, Ute und Heike. Im Jahr 1973 wechselte er nach Dortmund und war dort für die Betreuung der Privatkundengeschäfte tätig. Auf persönlichen Wunsch kehrte er 1991 nach Neheim zurück. Nach sechs weiteren Jahren als Bankdirektor trat er am 30. Juni 1997 in den Ruhestand.
Am 21. Mai 2005 verstarb er auf dem Schnadegang in Arnsberg.

## Hobbys und Ehrenämter
Bereits seit Anfang der 50er Jahre war Friedhelm Ackermann als Jugendlicher für die Zeitungsredaktion der Neheim-Hüstener Westfalenpost tätig.
Ende der 1960er Jahre wurde er Mitglied im Arnsberger Heimatbund. Nachdem Ackermann viele Jahre als Kassenprüfer tätig gewesen war, wurde er in der Generalversammlung am 3. Dezember 1973 einstimmig zum 1. Vorsitzenden gewählt. Ackermann war lebenslang begeisterter Fotograf. So wurde er in Arnsberg auch als „Auge des Sauerlandes“ oder „Haus- und Hof-Fotograf“ des Heimatbundes bekannt.
Neben seiner Mitgliedschaft im Arnsberger Heimatbund war er zudem Vorstandsmitglied des Westfälischen Heimatbundes und des Sauerländischen Heimatbundes, deren Zeitschrift „Sauerland“ seiner Schlussredaktion unterlag. Ackermann war Ortsheimatpfleger von Arnsberg. Im Jahr 1997 wurde er von den Ortsheimatpflegern sowie den Vertretern der Heimatvereine, die Mitglied im Westfälischen Heimatbund waren, einstimmig zum Kreisheimatpfleger gewählt.
Auch politisch war Friedhelm Ackermann aktiv. Von 1969 bis 1974 saß er für die CDU fünf Jahre im Rat der alten Stadt Arnsberg und im Anschluss für die neue Stadt Arnsberg im Kultur- und Bezirksausschuss.

## Auszeichnungen und Ausstellungen
Friedhelm Ackermann ist vom Bundespräsidenten das Bundesverdienstkreuz am Bande verliehen worden. Im März 1992 wurde es ihm vom damaligen Landrat Franz-Josef Leitkop im Rittersaal des Alten Rathauses Arnsberg überreicht. Weiterhin war Ackermann Träger des Ehrenringes der Stadt Arnsberg.
Im Jahr 2005 stimmte der Bezirksausschuss dem Antrag des Heimatbundes zu, den Waldweg vom Pferdehof „Hörsters Farmer“ zur Schutzhütte „Jägerbänke“ entlang dem Bachlauf Grollmanns Siepen nach Ackermann zu benennen. Begründung hierfür waren sein in der Nähe liegender Wohnort am Seltersberg und wöchentliche Spaziergänge mit seinem Hund auf diesem Weg.
In folgenden Ausstellungen wurden einige der Fotos von Ackermann präsentiert:
- „Bürger sehen ihre Stadt“, 1996
- „Sauerland-Impressionen“, 2008[3]

## Werke und Veröffentlichungen
- 100 Jahre Arnsberg im Bild, 1976
- Arnsberg – Portrait der alten Stadt, 1980
- Arnsberg – 100 Jahre im Bild, 1983
- Burgen, Schlösser und Klöster im Sauerland, 1985[4]
- Baudenkmäler der Stadt Sundern, 1985
- Arnsberg – Bilder einer alten Stadt, 1992[5]
- Stadtbilder aus Arnsberg, 1995

## Fotonachlass
Im Jahr 2006 übergab die Witwe Lilo Ackermann dem Arnsberger Heimatbund den ca. 50.000 Dias aus den 1960er Jahren bis 2005 umfassenden Fotonachlass ihres verstorbenen Mannes. Dieser Nachlass wurde als Depositum im Arnsberger Stadt- und Landständearchiv Arnsberg deponiert.